# Julius Bruck

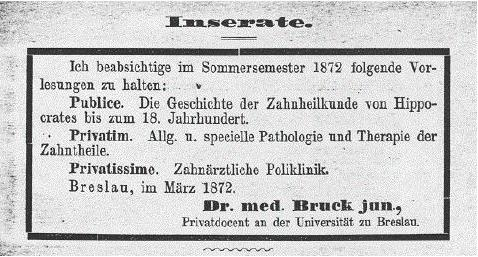
Ogłoszenie o otwarciu nowej kliniki, "Correspondenz-Blatt fuer Zahnaerzte" (1872)

Julius Bruck (ur. 6 października 1840 we Wrocławiu, zm. 20 kwietnia 1902 tamże) – niemiecki lekarz dentysta, praktykował we Wrocławiu. Pamiętany jest za pionierskie prace nad przyrządami do oświetlania jam ciała, opartych na metodzie diafanoskopii.

## Życiorys
Urodził się 6 października 1840 roku jako najstarszy z trzech synów żydowskiego lekarza dentysty Jonasa Brucka (1813–1883) i Rosalie z domu Marle. Jonas Bruck był synem kupca, jego rodzina pochodziła z Raciborza. Brat Juliusa Felix (1843–1911) studiował prawo we Wrocławiu i Heidelbergu.
Julius wcześnie zainteresował się medycyną i zdecydował się pójść w ślady ojca. Studiował we Wrocławiu, Berlinie, Bonn i w Paryżu. W 1858 roku ukończył studia, w 1866 roku w Erlangen doktoryzował się. Od 1863 do 1867 roku pracował we wrocławskiej klinice Albrechta Theodora Middeldorpfa. W 1871 roku został Privatdozentem odontologii na Uniwersytecie Wrocławskim. W 1873 roku otworzył prywatny Instytut Stomatologiczny (jego ojciec otworzył prywatną poliklinikę w 1862 roku).
W 1890 roku Instytut uznano za samodzielną katedrę Uniwersytetu Wrocławskiego i państwo odkupiło go od Brucka. Rok później Bruck został profesorem tytularnym. Był również honorowym członkiem Ehrenmitglied des Vereins schlesischer Zahnärzte i otrzymał kilka wysokich odznaczeń państwowych.
W 1895 roku ze względów zdrowotnych Bruck zmuszony był udać się na emeryturę.
Zmarł w 1902 roku, pochowany jest w rodzinnym grobowcu na Starym Cmentarzu Żydowskim we Wrocławiu. Syn Walther Wolfgang Bruck (1872–1937) również wybrał zawód lekarza stomatologa i karierę akademicką.

## Dorobek naukowy
Poza praktyką lekarską Bruck zajmował się innymi zagadnieniami, m.in. próbował skonstruować przyrząd do oświetlania jam ciała niedostępnych wzrokowi lekarza. W 1867 roku przy pomocy rozgrzanego do białości drucika platynowego chłodzonego usiłował oświetlić wnętrze jamy ustnej pacjenta. W podobny sposób dokonał próby oświetlenia pęcherza moczowego przez wprowadzenie do odbytnicy przyrządu wyposażonego w rozżarzoną pętlę i chłodzonego wodą.

## Prace

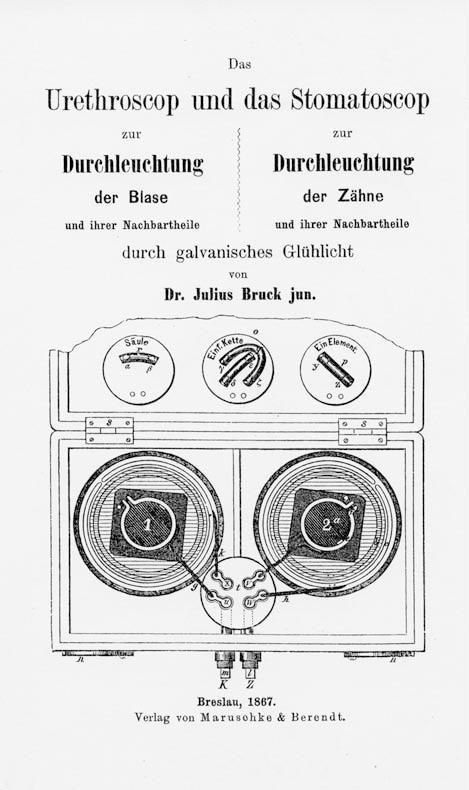
Strona tytułowa pracy z 1867 roku

- Das Stomatoscop zur Durchleuchtung der Zähne und ihrer Nachbartheile durch galvanisches Glühlicht. Nebst einem Anhang, das Stomatoscop zur Erleuchtung des Rachenraumes zu benutzen. Breslau: Lindner 1865
- Le stomatoscope pour rendre diaphanes les dents et leurs parties adjacentes au rnoyen de la lumiere electro-thermique. Suivi dun Supplement qui traite de l'application du stomatoscope a l'exploration de la bouche et du pharynx. Breslau: Linduer 1865
- Das Urethroscop und Stomatoscop durch galvanisches Glühlicht. Maruschke and Berendt, Breslau 1867
- Das Urethroscop zur Durchleuchtung der Blase und ihrer Nachbartheile und das Stomatoscop zur Durchleuchtung der Zähne und ihrer Nachbartheile durch galvanisches Glühlicht. Breslau: Maruschke & Berendt 1867
- Die Krankheiten des Zahnfleisches. Leipzig: Förster 1867
- L’ uréthroscope et le stomatoscope pour éclairer et rendre diaphanes l’ uréthre et ses parties avoisinantes – les dents et leurs parties avoisinantes, au moyen de la lumière électrogalvanique. Breslau: Maruschke & Berendt 1868 24 ss.
- Über angeborene und erworbene Defecte des Mundes. Jahres-Bericht der Schlesischen Gesellschaft für vaterländische Cultur. Breslau : Grass, Barth und Comp. (W. Friedrich), 47, s. 215 (1869)
- Die angeborenen und erworbenen Defekte des Gesichtes, der Kiefer, des harten und weichen Gaumens auf künstlich plastischem Wege geschlossen und für Aerzte. Chirurgen und Zahn-Aerzte dargestellt (Mit 12 Tafeln photo-lithographischer Abbildungen). Breslau : Kern 1870
- Beiträge zur Histologie und Pathologie der Zahnpulpa. Breslau : Kern 1871
  - to samo: Breslau: Maruschke & Berendt 1871
- Resection des linken Oberkiefers bei einem Fibroma und Ersatz auf künstlich plastischem Wege. Deutsche Vierteljahresschrift für Zahnheilkunde 14, ss. 369-380 (1874)